# Мінреп

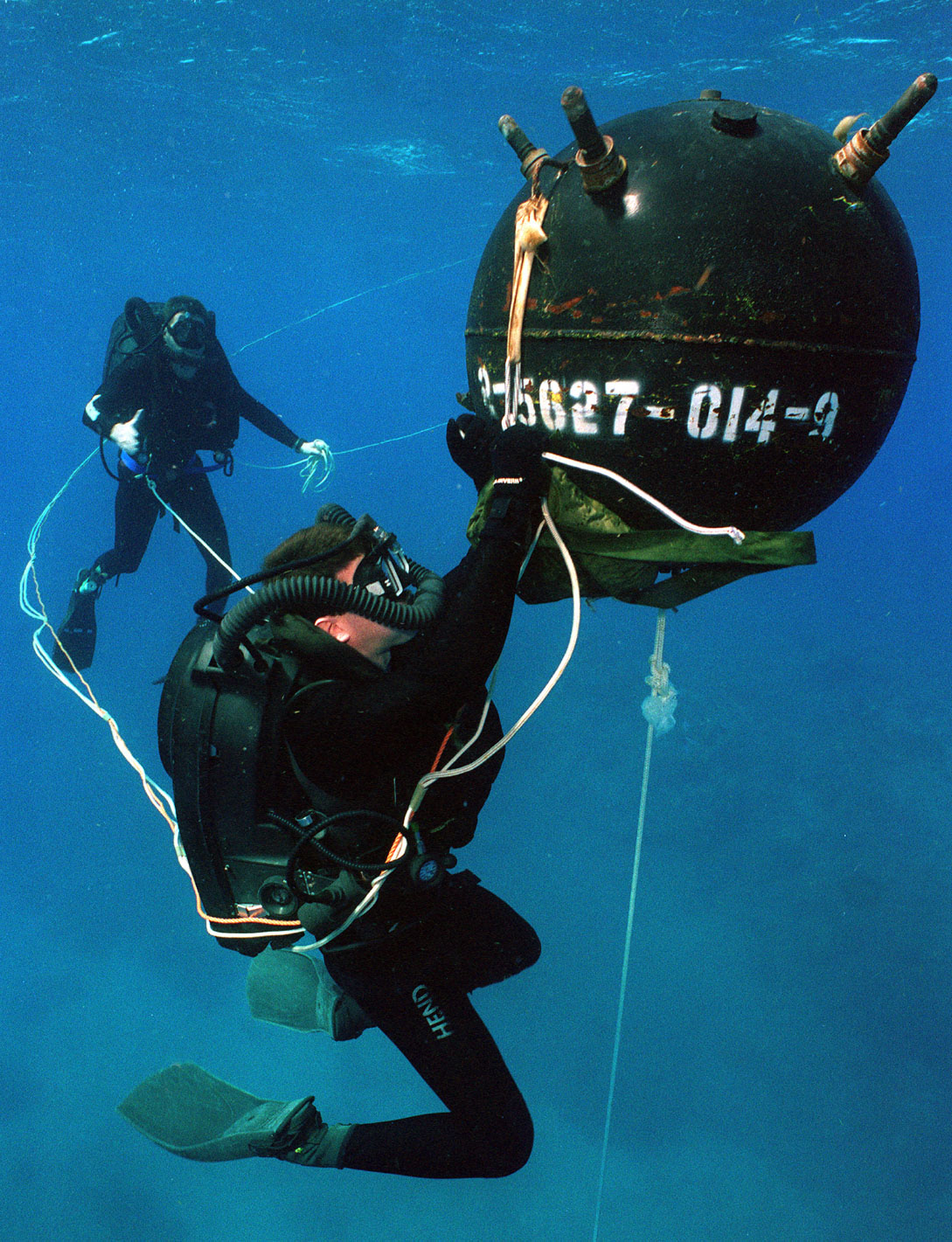
Тренування по знешкодженню навчальної морської міни в армії США. Видно натягнутий мінреп, що йде від міни

Мінре́п — сталевий, прядив'яний або капроновий трос або ланцюг для закріплення якірної морської міни до якоря та утримання її на певній відстані від поверхні води. Для утримання міни на певній глибині незалежно від рельєфу дна мінреп намотується на барабан (шпульку).
«Мінреп» — клас тральщиків та назва головного корабля серії в ВМФ Російської імперії та СРСР. Є першою серією кораблів, спеціально призначених для тралення.